# Двуцветна жаба
Phyllomedusa bicolor е вид земноводно от семейство Дървесници (Hylidae).

## Разпространение
Видът е разпространен в Боливия, Бразилия, Венецуела, Гвиана, Колумбия, Перу, Суринам и Френска Гвиана.